# Leucosolenida
Leucosolenida é uma ordem de esponjas calcárias da subordem Calcaronea.

## Famílias
- Achramorphidae Borojevic, Boury-Esnault, Manuel e Vacelet, 2002
- Amphoriscidae Dendy, 1892
- Grantiidae Dendy, 1892
- Heteropiidae Dendy, 1892
- Jenkinidae Borojevic, Boury-Esnault e Vacelet, 2000
- Lelapiidae Dendy e Row, 1913
- Leucosoleniidae Minchin, 1900
- Sycanthidae Lendenfeld, 1891
- Sycettidae Dendy, 1892